# The Bear Quartet
The Bear Quartet var en svensk musikgrupp som bildades 1989 i Luleå. Sedan debuten 1992 och fram till det att gruppens medlemmar gick skilda vägar år 2010 släppte The Bear Quartet 15 studioalbum. Bandet har haft många konstellationer genom årens lopp, men kärnan har bestått av Mattias Alkberg, Jari Haapalainen och Peter Nuottaniemi. De tre har också varit bandets huvudsakliga låtskrivare. 
The Bear Quartets musik kännetecknas av melodiös indierock. De fick trots en extensiv utgivning sedan debutalbumet Penny Century 1992 ej något större kommersiellt genombrott, men överlag god kritik från medierna.
De första tretton av gruppens femton studioalbum släpptes på A West Side Fabrication. De två sista studioalbumen, 89 och Monty Python, släpptes på Adrian Recordings.
År 2009 avsade gruppen sig en grammis-nominering. 

## Medlemmar
The Bear Quartet tog sitt namn efter jazzbandet i Klas Östergrens generationsroman Gentlemen från 1980. Trots namnet var gruppen inte en konsekvent kvartett utan tidvis en kvintett. Gruppens banduppställning 2010 var:
- Mattias Alkberg - sång, gitarr (1989-2010)
- Jari Haapalainen - gitarr (1989-2010)
- Peter Nuottaniemi - bas (1989-2006, 2009-2010)
- Jejo Perkovic - trummor (1997-2010)
- Carl Olsson - keyboards (1998-2010)

### Tidigare medlemmar
- Johan Forsling - gitarr (1989-1994)
- Magnus Olsson - trummor (1989-1992)
- Urban Nordh - trummor (1992-1995)
- Björn Olsson - gitarr (1998)

## Musik

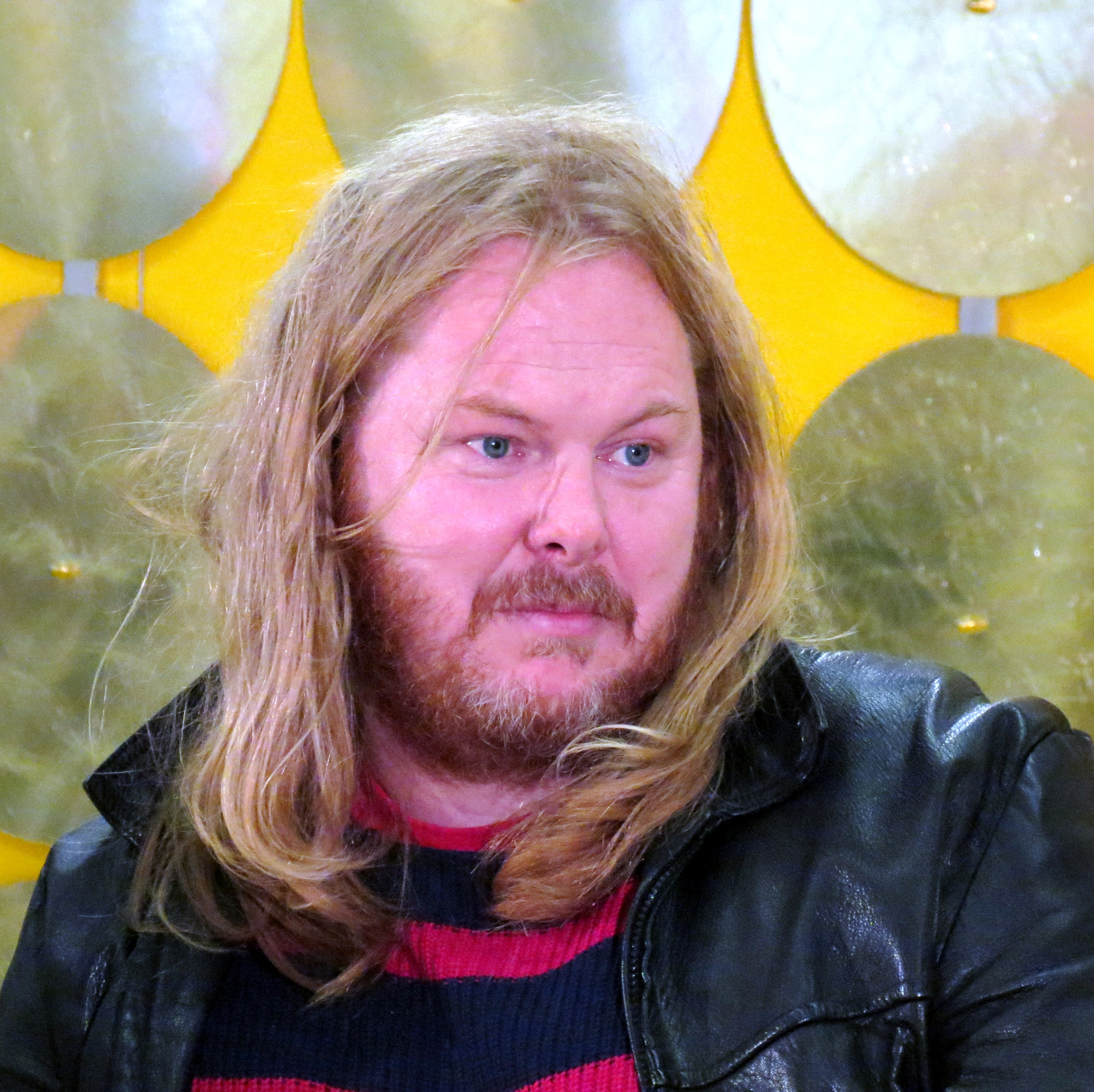
Mattias Alkberg, 2013.

Bandets första tre album har ett ganska typiskt indiepop-sound med framträdande elgitarrer (så hade de också tre gitarrister under de första åren; förutom Alkberg och Haapalainen även Johan Forsling). Sedermera utvecklades musiken till att innefatta elektroniska element och punk-influenser. The Bear Quartet har beskrivit det som att varje nytt album är en reaktion mot dess föregångare.
Skivan Moby Dick 1997 blev en nytändning för The Bear Quartet och kunde mycket väl gett ett internationellt genombrott. Men bandets vana trogen att inte "sälja sig" för TV eller skivbolagsdirektörer gjorde att den förblev en svensk indie-angelägenhet. Flera låtar på plattan behandlade också politiska spörsmål från vänsterperspektiv, vilket är ett av bandets signum.
På albumet Personality Crisis från 1998 samarbetade The Bear Quartet med Björn Olsson från The Soundtrack of Our Lives som agerade producent och tillfällig medlem. Albumet Ny våg från 2002 var bandets mest experimentella alster hittills, med både punkrockiga låtar som singeln "Number" med ett feministiskt budskap och långa instrumentala improviserade låtar. 2003 års skiva Angry Brigade förenade bandets hårda indie-edge och vackra melodier och sorgliga texter som i låten "I'm Still Her". Skivan gjorde både kritiker och gamla fans lyriska. 
De två albumen Saturday Night från 2005 och Eternity Now från 2006 är mer experimentella med influenser från elektronisk musik. Dessa skivor nådde ut till en ny publik, till exempel i Tyskland.
År 2009 avsade sig bandet en grammis-nominering med följande motivering:
Tack men nej tack. Vi avsäger oss nomineringen, vi vill inte ha med Er att göra. Hoppas Ni respekterar detta. Vi tycker att en ursäkt vore på sin plats. Säg förlåt.
Vänligen, The Bear Quartet.

## Diskografi

### Album
- 1992 – Penny Century
- 1993 – Cosy Den
- 1993 – Family Affair
- 1995 – Everybody Else
- 1995 – Holy Holy
- 1997 – Moby Dick
- 1998 – Personality Crisis
- 2000 – My War
- 2001 – Gay Icon
- 2002 – Ny våg
- 2003 – Angry Brigade
- 2005 – Saturday Night
- 2006 – Eternity Now
- 2009 – 89
- 2010 – Monty Python

### Samlingsalbum
- 2003 – Early Years (samlingsalbum och demos)

### Singlar
- 1993 – "Blizzard/Headacher"
- 2006 – "The Repairing of the Red Sea"
- 2009 – "Millions"
- 2010 – "The Bear Quartet/The Skull Defekts"
- 2010 – "Fist or hand"

### EP
- 1994 – Revisited
- 1995 – It Only Takes a Flashlight to Create a Monster
- 1995 – Flux Detail
- 1995 – Tibet
- 1997 – Before the Trenches
- 1997 – His Spine
- 1998 – Human Enough
- 1998 – Mom and Dad
- 2000 – Old Friends
- 2000 – I Don't Wanna
- 2001 – Load It
- 2001 – Fuck Your Slow Songs
- 2002 – Number
- 2003 – All Your Life
- 2003 – Ask Me Don't Axe Me
- 2004 – The Bear Quartet (8", Heliotone Records)
- 2005 – I Have an Itch
- 2010 – Carry your weight

### Övrigt
- 2004 – Rebell 10 år - spår 1: I'm still her
- 2006 – Money Talks: A tribute to The Bear Quartet - Andra artister tolkar The Bear Quartets låtar